# Atractus guerreroi
Atractus guerreroi là một loài rắn trong họ Colubridae. Loài này được Myers & Donnelly mô tả khoa học đầu tiên năm 2008.